# Butot-Vénesville
Butot-Vénesville – miejscowość i gmina we Francji, w regionie Normandia, w departamencie Sekwana Nadmorska.
Według danych na rok 1990 gminę zamieszkiwały 234 osoby, a gęstość zaludnienia wynosiła 67 osób/km² (wśród 1421 gmin Górnej Normandii Butot-Vénesville plasuje się na 671. miejscu pod względem liczby ludności, natomiast pod względem powierzchni na miejscu 808.).